# لینا چریازووا
لینا چریازووا (روسی: Лина Анатольевна Черязова؛ ۱ نوامبر ۱۹۶۸ – ۲۳ مارس ۲۰۱۹) اسکی‌باز اهل ازبکستان بود.
وی در مسابقات کشوری و بین‌المللی در مجموع برندهٔ ۲ مدال طلا شده‌است.